# Краткорепо бодљикаво прасе
Краткорепо бодљикаво прасе (лат. Coendou rufescens, шп. El puercoespín de cola corta) је сисар из реда глодара (Rodentia).

## Угроженост
Ова врста је наведена као последња брига, јер има широко распрострањење и честа је врста.

## Распрострањење
Ареал врсте је ограничен на две државе. Колумбија и Еквадор су једина позната природна станишта врсте.

## Станиште
Станиште врсте су шуме. Врста је по висини распрострањена од 800 до 2.000 метара надморске висине.